# اسپاربو
اسپاربو (به لاتین: Sparbu) یک منطقهٔ مسکونی در نروژ است که در استاینکیر واقع شده‌است. اسپاربو ۰٫۳۹ کیلومتر مربع مساحت و ۶۱۷ نفر جمعیت دارد و ۳۹ متر بالاتر از سطح دریا واقع شده‌است.